# Paul Tillich

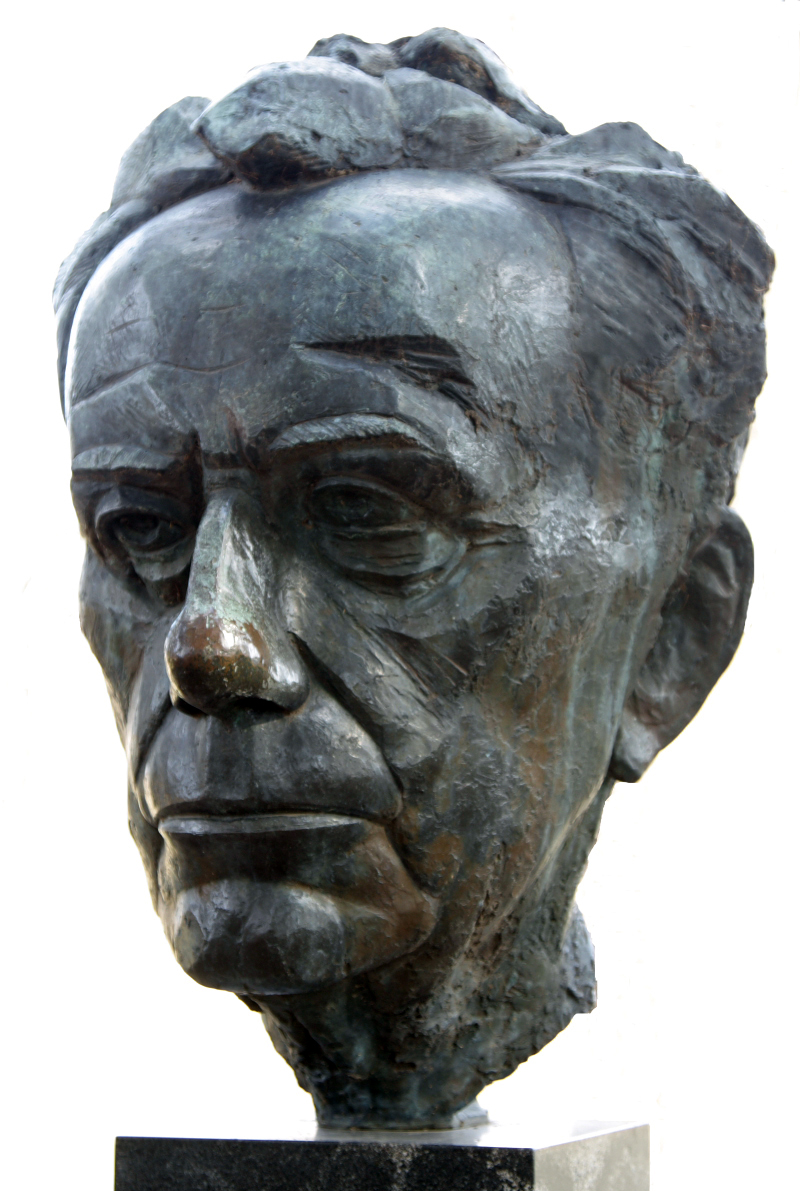
Büste von Paul Tillich im Paul Tillich Park in New Harmony, Indiana, USA

Paul Johannes Tillich (* 20. August 1886 in Starzeddel, Landkreis Guben; † 22. Oktober 1965 in Chicago, Illinois, USA) war ein deutscher und später US-amerikanischer protestantischer Theologe mit Schwerpunkt auf Dogmatik und ein Religionsphilosoph.
Tillich gehört – zusammen mit Karl Barth, Dietrich Bonhoeffer, Rudolf Bultmann und Karl Rahner – zum Kreis einflussreicher deutschsprachiger Theologen in der ersten Hälfte des 20. Jahrhunderts. Seine Emigration im Jahr 1933 in die USA und sein Wirken an der Harvard University und der University of Chicago begründeten seinen weltweiten Ruf, der auch aus der umfangreichen internationalen Sekundärliteratur sichtbar wird.

## Leben

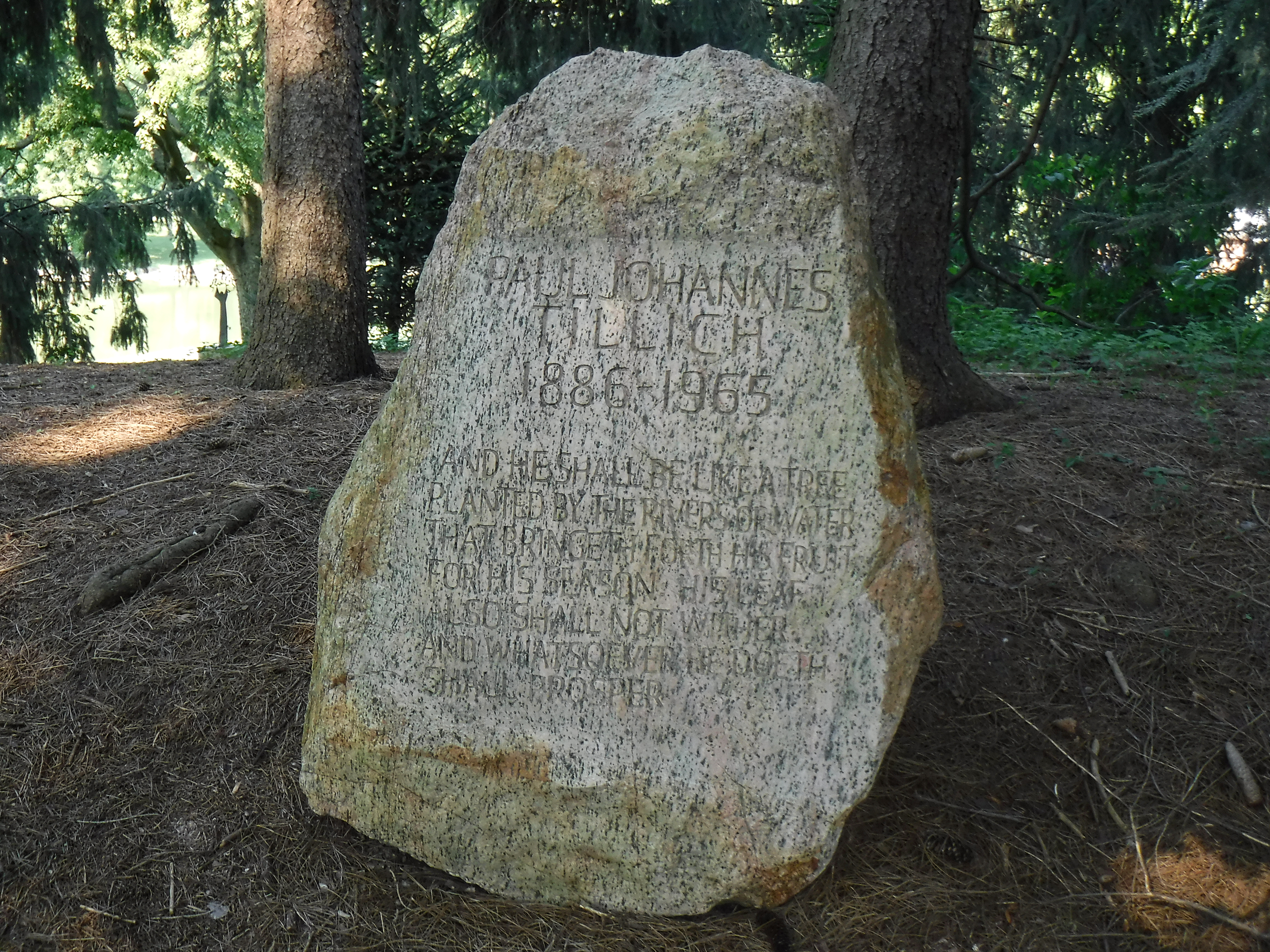
Grabstein von Paul Tillich im Paul Tillich-Park in New Harmony, Indiana, USA

Tillich wuchs in einem evangelischen Pfarrhaus als Sohn des aus Berlin stammenden lutherischen Pfarrers Johannes Oskar Tillich (1857–1937) und dessen aus Odenkirchen stammenden, reformierten, Frau Wilhelmine Mathilda geborene Dürselen (1860–1903) auf. Er studierte Theologie und Philosophie an den Universitäten von Berlin, Tübingen und Halle. Als Student trat er den Wingolfsverbindungen in diesen Städten bei. In seiner Zeit beim Hallenser Wingolf war er der (im Ergebnis erfolglose) Protagonist der Konservativen gegen die liberalen Wingolfsverbindungen (liberale Theologie), die ihren Mitgliedern das apostolische Glaubensbekenntnis nicht abverlangen wollten und deshalb die zwingende Mitgliedschaft beim Hochschulwechsel in der neuen Ortsverbindung infrage stellen wollten. 1910 wurde er an der Universität Breslau mit einer Arbeit über Schelling bei Eugen Kühnemann promoviert. 1911 trat er sein Vikariat in Nauen an, im Mai 1912 absolvierte er das zweite Theologische Examen, am 18. August 1912 erfolgte die Ordination in der Berliner St.-Matthäus-Kirche. Im Anschluss wirkte er als Hilfsprediger an der Erlöserkirche in Berlin-Moabit. Bei Beginn des Ersten Weltkrieges meldete er sich freiwillig als Militärpfarrer und wurde für seinen Einsatz mit dem Eisernen Kreuz II. und I. Klasse ausgezeichnet.
Nach dem Krieg, der sich später als für Tillich bestimmend erweisen sollte, lehrte er als Privatdozent in Berlin, dann ab 1924 in Marburg, ab 1925 an der Technischen Hochschule Dresden und schließlich von 1929 bis 1933 in Frankfurt am Main. 1933 wurde er, nachdem er mit dem Artikel Die sozialistische Entscheidung eine Schrift gegen den Nationalsozialismus veröffentlicht hatte und weil er den Religiösen Sozialisten angehörte, aufgrund des Berufsbeamtengesetzes aus dem Staatsdienst entlassen, worauf er Deutschland verließ. Tillich hatte bereits Mitte der 1920er Jahre vor den Gefahren der Dämonisierung gewarnt, die mit der deutschnationalen Bewegung verbunden seien.
Gemeinsam mit August Rathmann fungierte Tillich ab 1931 bis zum Verbot der Zeitschrift als Herausgeber der Neuen Blätter für den Sozialismus. Tillich und Rathmann blieben auch während Tillichs Exil im Kontakt, auch über 1945 hinaus. Rathmann besorgte dann zu Beginn der 1950er Jahre die Übersetzung von Tillichs In der Tiefe ist Wahrheit.

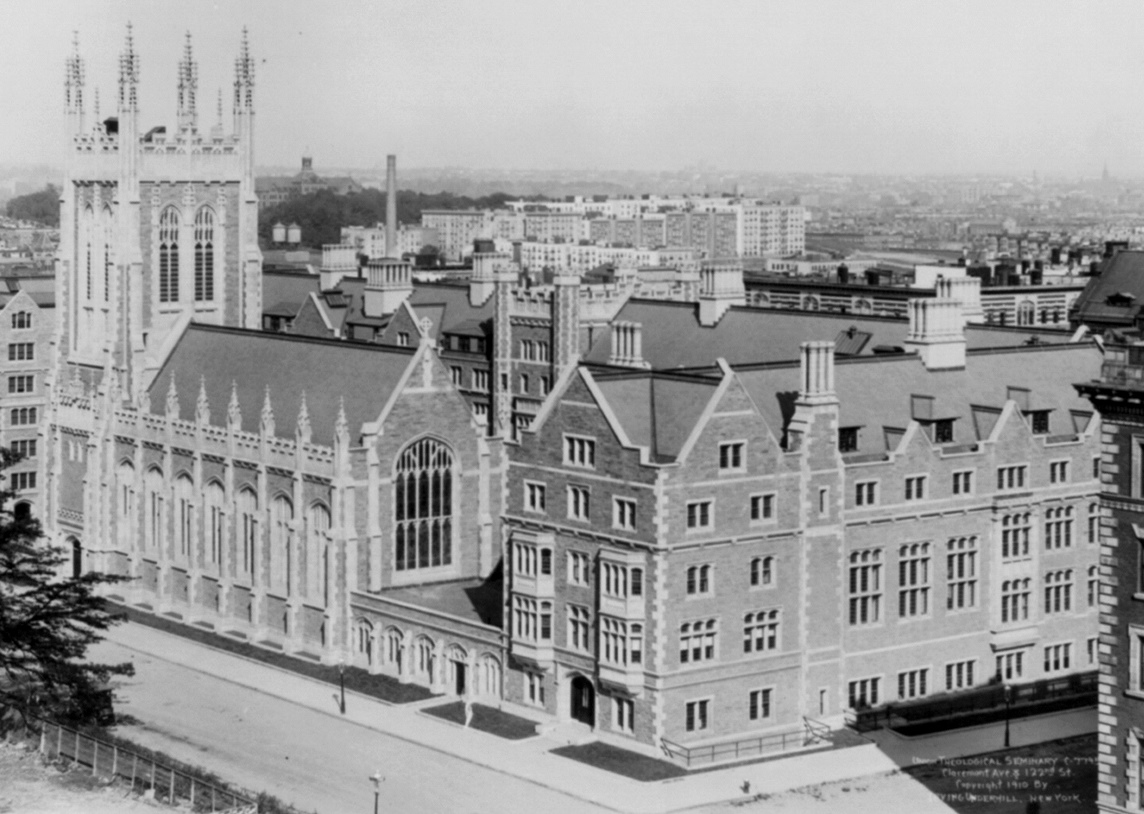
Fast zwanzig Jahre lehrte Paul Tillich am Union Theological Seminary in New York

Freunde verschafften ihm eine Anstellung am Union Theological Seminary in New York, wo er fast zwanzig Jahre lang lehren sollte. In dieser Zeit entstanden mit Auf der Grenze (1936, dt. 1962) auch die persönlich geprägten theologischen Reflexionen. Sie erklärte die mit dem Ersten Weltkrieg einsetzende Krise in Tillichs Leben und seinen späteren theologischen Werdegang. Mit dem Ende des Zweiten Weltkrieges war Tillich in Fachkreisen bereits bekannt und hatte seinerseits begonnen, die englische Sprache in dem für wissenschaftliche Publikationen erforderlichen Umfang zu erlernen.
Tillich war in den USA eingebunden in den Kampf gegen den Nationalsozialismus und in die Unterstützung anderer Exilanten. Er war 1936 in New York Mitbegründer der Organisation Selfhelp of Emigres from Central Europe und deren erster und langjähriger Präsident. 1944 wurde er Vorsitzender des Council for a Democratic Germany.
Es war keine gelehrte Monographie, sondern 1948 eine unter dem Titel The Shaking of the Foundations (deutsch: In der Tiefe ist Wahrheit) veröffentlichte Sammlung von Predigten, die Tillich landesweit bekannt machte. Noch in New York begann Tillich, seine Systematische Theologie zu schreiben. Als er 1955 am Seminary emeritiert wurde, war er in den USA ein „intellektueller Superstar“ (Kelsey), der sich die Universität aussuchen konnte. Tillich ging als University Professor mit fakultätsübergreifendem Lehrrecht an die Harvard University und veröffentlichte dort den zweiten Band der Systematik. 1962 nahm er einen Ruf an die Divinity School der University of Chicago an und brachte den dritten Band der Systematischen Theologie heraus.
Paul Tillich war von 1914 bis 1921 mit Margarethe Wever (1888–1968) verheiratet, in zweiter Ehe ab 1924 mit der Malerin und Autorin Johanna („Hannah“) Tillich, geb. Werner (1896–1988). Sie führten von Beginn an eine „offene Ehe“; Tillichs Bisexualität und ihre Seitensprünge waren vielen bekannt, wurden aber erst 1973 öffentlich; unter anderen hat Mary McCarthy seine Avancen abgelehnt.
Paul Tillich verstarb 1965 im Alter von 79 Jahren. Seine Urne fand zunächst Aufnahme auf dem Friedhof von East Hampton auf Long Island. Sie wurde dann nach New Harmony, Indiana, überführt, wo sie zu Pfingsten 1966 von Jerald Brauer, Dekan der Divinity School, im Paul Tillich Park beigesetzt wurde. Der Grabstein aus rotem Granit erinnert in englischer Sprache an den 3. Vers des 1. Psalms: „Paul Johannes Tillich 1886–1965. Und er soll sein wie ein Baum, gepflanzt an Wasserbächen, der seine Frucht bringt zu seiner Zeit und dessen Blätter nicht verwelken, und alles, was er tut, gerät ihm wohl.“

## Theologische Kerngedanken
Zentrale theologische Interessen von Tillich lassen sich in folgenden Begriffspaaren überblicksartig zusammentragen:
- Vernunft und Offenbarung
- Sein und Gott
- Existenz und Christus
- Leben und Geist
- Geschichte und Reich Gottes

Tillichs Metaphern für grundsätzliche Übergänge in theologischen Lehren

Diese Begriffspaare entsprechen der Gliederung, die Tillich selbst in seiner Systematic Theology vorgelegt hat. Charakteristisch für Tillichs Theologie ist die Rede von Metaphern für verschiedene Übergänge: Die Schöpfungslehre behandle den Übergang vom Ewigen zum Zeitlichen, die Hamartiologie (Sündenlehre inklusive Sündenfall) den Übergang von der Essenz zur Existenz, die Soteriologie (Erlösungslehre) den Übergang von der Existenz zur Essenz und die Eschatologie (die Lehre vom Ende der Geschichte) den Übergang vom Zeitlichen zum Ewigen.

### Allgemeines
Tillich unterscheidet zwischen Vernunfterkenntnis und Glaubenswahrheit: Vernunfterkenntnis ist auf die Wirklichkeit bezogen, die Glaubenswahrheit erschließt ihren Sinn für uns. Theologie und Philosophie bilden also weder eine Synthese, noch stellen sie einen Widerspruch dar. Glaube bezieht sich auf die Offenbarung dessen, „was uns unbedingt angeht“. Es handelt sich dabei um existentielles Erkennen, das mich ergreift. Es setzt den ontologischen Schock voraus, der sich durch das Bewusstsein der Unselbstverständlichkeit allen Seins, der Endlichkeit, auszeichnet. In der Realisierung der Grenze erlebt man die negative Seite des Unbedingten als Abgrund, wobei das Unbedingte auch der Grund des Seins ist. Kleffmann spricht von einem dreifachen rationalen Charakter der Theologie Tillichs:
- semantische Rationalität (begriffliche Eindeutigkeit)
- logische Rationalität (Dialektik, die Offenbarung voraussetzt)
- methodische Rationalität (Methode der Korrelation: Antworten sind nur sinnvoll, wenn sie sich auf Fragen unserer Existenz beziehen)

### Einleitung

#### Formale Kriterien von Theologie
Er entwickelt zwei formale Kriterien für jede Theologie.
„Darum ist dieses das erste formale Kriterium der Theologie: Der Gegenstand der Theologie ist das, was uns unbedingt angeht. Nur solche Sätze sind theologisch, die sich mit einem Gegenstand beschäftigen, sofern er uns unbedingt angeht.
[…] Das, was uns unbedingt angeht, ist das, was über unser Sein oder Nichtsein entscheidet. Nur solche Sätze sind theologisch, die sich mit einem Gegenstand beschäftigen, sofern er über unser Sein oder Nichtsein entscheidet. Das ist das zweite formale Kriterium der Theologie.“ (Band 1, Einleitung, Abschnitt B 2.)

#### Methode der Korrelation
Methodisch bezieht Tillich die unterschiedlichen Wissenschaften aufeinander: Die anderen Wissenschaften (z. B. Philosophie) stellen die Fragen, die sich aus dem Menschsein allgemein ergeben. Die Theologie kann durch die Offenbarung die Antworten auf diese Fragen geben:
„Die Methode der Korrelation erklärt die Inhalte des christlichen Glaubens durch existentielles Fragen und theologisches Antworten in wechselseitiger Abhängigkeit.“ (Band 1, Einleitung, Abschnitt D 5.)

### Sein und Gott

Tillich zur Gotteslehre

Gott sei die Antwort auf die Frage, die in menschlicher Endlichkeit impliziert sei; er sei der Name für das, was den Menschen unbedingt angeht. Es verhalte sich aber nicht so, dass es ein Wesen namens Gott (God) gibt, was dann den Menschen unbedingt anzugehen hat, sondern das, was den Menschen unbedingt angeht, werde für ihn zum Gott (god). Umgekehrt könne der Mensch auch nur von dem unbedingt angegangen werden, was für ihn Gott ist.
Mensch und Gottesvorstellungen hängen zusammen, worauf Projektionshypothesen verweisen. Diese übersehen laut Tillich aber, dass man Projektionen immer auf etwas projiziere, z. B. auf einen Bildschirm. Der Bildschirm selbst sei aber nicht eine Projektion. Der Bereich, der uns unbedingt angeht, sei wie ein solcher Bildschirm, und daher auch keine Projektion, sondern der Bereich, auf den die Gottesbilder projiziert werden. Gottheiten seien dabei aber weder nur subjektiv noch Objekte, sondern das, was uns unbedingt angeht, transzendiere die Unterscheidung von subjektiv und objektiv: Die Beziehung, die der Mensch zu Gottheiten habe, sei „existential“. Das heiße, dass der Mensch nicht unbeteiligt von Gottheiten sprechen könne. Falls er das tut, habe er seinen Gott schon verloren und behandle ihn als ein Objekt unter vielen, wodurch es für ihn nichts mehr sei, was ihn unbedingt angehe.

### Existenz und Christus
Tillich bezeichnet das grundlegende Problem des Menschen in seiner Systematic Theology als „existential estrangement“. Diese Entfremdung meint den Übergang von „essence“ zu „existence“. Dieser Übergang wird im Symbol des Falls beschrieben: Der Mensch fällt aus seiner Unschuld und ungestörten Gemeinschaft mit Gott heraus in die Fremde. Diese Entfremdung wird dreifach bemerkbar
1. Entfremdung von sich selbst
2. Entfremdung von seinem Nächsten
3. Entfremdung von Gott

Leben unter den Bedingungen der Existenz heißt leben unter den Bedingungen der Sünde, die im Wesentlichen an diesen Entfremdungen deutlich wird. Man versteht sich selbst nicht mehr, man zerstreitet sich mit dem Mitmenschen und entfernt sich von dem eigenen Urgrund, aus dem man stammt. Die Erfahrung von Gnade ist es, wenn diese Entfremdungen überwunden werden (so in seiner Predigt „You are accepted“). Christus beschreitet einen Weg, bei dem er seine innige Gemeinschaft mit Gott (Essenz) zurücklässt und die Bedingungen der Existenz, des Menschseins und der Entfremdung auf sich nimmt, um sie letztendlich zu überwinden. Tillich möchte die klassischen Begriffe wie Sünde, Gnade und Erlösung mit grundsätzlich menschlichen Erfahrungen verknüpfen: Die Beschreibung der Erfahrung, dass etwas nicht stimmt und dass Beziehungen nicht immer so gelingen, wie man es sich wünscht, sollen die Idee der Entfremdung plausibilisieren. Und die christliche Perspektive bleibt nicht bei den Rissen und Entfremdungen existenzialistischer Philosophie stehen, sondern sucht im Sinne der Methode der Korrelation eine Lösung für das Problem der Entfremdung. Die Lösung besteht in der durch Christus ermöglichten Erlösung von der Isolation durch Abreißen der Mauern, die man zu anderen Menschen, zu seinem eigenen Selbst und zu Gott aufgebaut hat.

Tillichs Verständnis von Entfremdung

Der für die Existenz maßgebliche Schlüsselbegriff „Entfremdung“ könne aber den Begriff „Sünde“ nicht ablösen. Der Mehrwert im Begriff „Sünde“ liege darin, dass er den persönlichen Akt der Abwendung von dem beschreibe, zu dem man gehört. Während „Entfremdung“ mehr den tragischen Charakter der Schuld betone, hebe „Sünde“ mehr die Rolle der persönlichen Freiheit hervor. Der in der katholischen und evangelischen Kirchen dominante Gebrauch von „Sünden“ im Plural meine Sünden als Abweichungen vom moralischen Gesetz. Tillich verweist darauf, dass „Sünden“ aber nur Ausdrücke von „Sünde“ seien. Nicht der Ungehorsam mache eine Tat sündig, sondern die Tatsache, dass es sich um einen Ausdruck der Entfremdung handle. Der Gegenbegriff zu Entfremdung sei Liebe, weil sie die Wiedervereinigung dessen suche, was sich voneinander entfremdet. In Glauben und Liebe werde die Entfremdung überwunden und somit die Sünde besiegt.

Tillichs Verständnis von Christus als Mittler

Die Christologie sei unter Berücksichtigung der Traditionen zu betrachten, aus denen sie entspringt. Aus der jüdischen Frömmigkeit und dem Alten Testament werde der Gesalbte auf dem Hintergrund von Königsideologien verstanden (z. B. dass er in Frieden und Gerechtigkeit herrscht). Hierbei werde die historische Funktion mit politischen Konsequenzen und Bezug auf eine bestimmte, partikulare Gruppe betont (horizontale Dimension). Die vertikale Dimension hingegen entstamme dem Hellenismus und betone den nicht-historischen oder transhistorischen Charakter, der universalere Züge annehme und z. B. in der johanneischen Logos-Christologie zum Ausdruck komme. Die christliche Theologie verbinde diese horizontalen und vertikalen Aspekte in der Idee von Christus als Mittler. Es gebe eine unendliche Lücke zwischen Gott und Mensch, also zwischen dem Unbedingten, Unendlichen und der Essenz einerseits und dem Bedingten, Endlichen und der Existenz andererseits. Diese unendliche Lücke werde von Christus als Mittler überbrückt. Christus sei Gott und daher von seinem Wesen her Essenz, aber werde Mensch und nehme somit die Umstände der Existenz auf sich. Er repräsentiere Gott für die Menschen, indem er selbst zeigt, wie der Mensch essenziell sein sollte.
Das Neue Sein in Christus sei die Kraft der Erlösung. Erlösung sei in den verschiedenen Strömungen jeweils anders akzentuiert worden als Erlösung von
- Tod und Verfehlungen (griechisch orthodox),
- Schuld und ihren Konsequenzen (katholisch),
- dem Gesetz (klassisch protestantisch),
- Gottlosigkeit, die durch Bekehrung überwunden wird (pietistisch),
- und moralischer Unvollkommenheit (liberal protestantisch).

Tillich selbst versteht Erlösung grundlegend als die heilende und rettende Kraft durch das Neue Sein. Heilung meine die Wiedervereinigung des Entfremdeten. Es gehe hierbei nicht um die Alternative von totaler Erlösung oder absoluter Verdammung (wogegen sich auch die Allversöhnung wende), sondern Erlösung sei immer nur fragmentarisch. Erlösung habe einen dreifachen Charakter: Erstens sei Erlösung Partizipation, was mit dem klassischen Ausdruck der Wiedergeburt zu tun habe. Zweitens betone die Rechtfertigung, dass der Mensch sich selbst nicht erlösen kann, sondern nur zu akzeptieren habe, dass er akzeptiert sei. Die Transformation von Persönlichkeit und Gesellschaft, kirchlich und säkular, sei die vom Geist gewirkte Heiligung.

### Leben und Geist

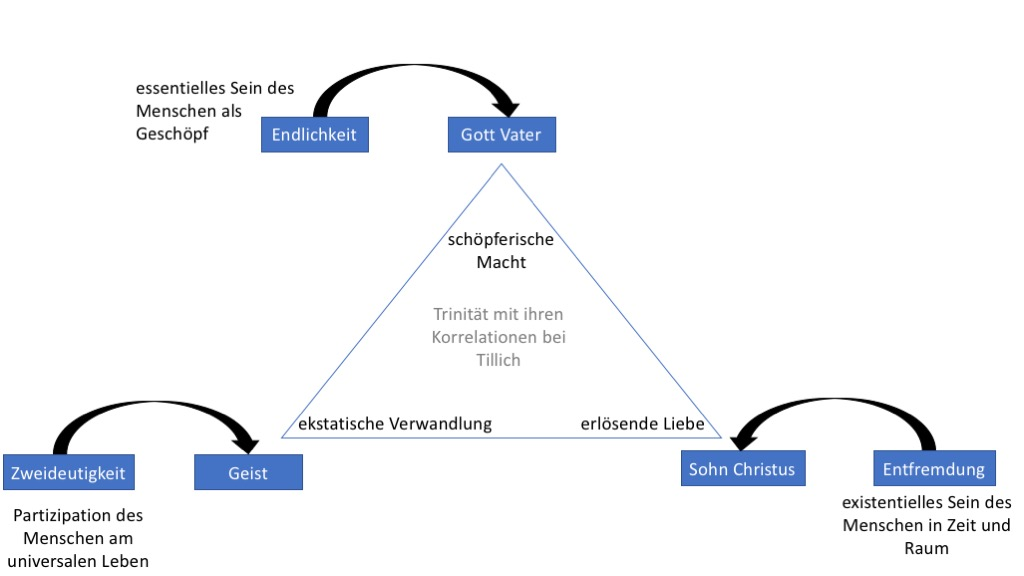
Trinität mit ihren Korrelationen bei Tillich

Sucht man in Tillichs Systematischer Theologie nach der ausführlichsten Abhandlung über die Trinität, so wird man am Ende des vierten Teils (Leben und Geist) fündig: „Die trinitarischen Symbole“. Tillich übersetzt die traditionellen Begriffe für die Trinität (Vater, Sohn, Heiliger Geist) in seine eigene Worte: schöpferische Macht, erlösende Liebe, ekstatische Verwandlung. Entsprechend der Methode der Korrelation sucht Tillich die Gründe für die Entwicklung des trinitarischen Symbolismus in den Fragen der menschlichen Situation. Die Entsprechungen in der Trinitätslehre versuchen darauf jeweils zu antworten. Die Frage der menschlichen Endlichkeit im Hinblick auf sein essentielles Sein als Geschöpf korreliere mit der Lehre von Gott. Die Frage der Entfremdung im existentiellen Sein des Menschen in Zeit und Raum korreliere mit der Lehre von Christus. Die Frage nach der Zweideutigkeit im Hinblick auf die Partizipation des Menschen am universalen Leben korreliere mit der Lehre vom Heiligen Geist.

### Geschichte und Reich Gottes

#### Die Kirchen als Repräsentanten des Reiches Gottes in der Geschichte
Ekklesiologische Gesichtspunkte finden sich in Tillichs Systematischer Theologie u. a. im Zusammenhang der Überlegungen zu Geschichte und Reich Gottes. Er geht davon aus,
„daß die Kirchen die Repräsentanten des Reiches Gottes sind.“ (Band 3, Teil 5 B 1, Das Reich Gottes und die Kirchen)
Das Reich Gottes umfasst dabei nicht nur die „Geistgemeinschaft“, sondern alle Elemente der Wirklichkeit, also alle „Seinsbereiche unter dem Aspekt ihres Ziels“. Die Repräsentation des Reichs Gottes durch die Kirchen ist zweideutig und paradox, weil sie es zugleich offenbaren und verhüllen. Aber selbst wenn die Kirchen das Reich Gottes verhüllen und das dämonische Reich statt dem göttlichen offenbaren, bleiben sie Kirchen. In diesem Kontext muss aber auf den nicht leicht fasslichen Sachverhalt hingewiesen werden, dass Tillich zwischen der manifesten und der latenten Kirche unterscheidet. 
„Die offizielle, als Kirche verfasste Kirche wäre als manifest zu bezeichnen. Jene humanisten Gruppen, in denen unausdrücklich Kirche lebendig wäre, würden als latente Kirche zu bezeichnen sein.“ (Paul Tillich: Die religiöse Substanz der Kultur, Gesammelte Werke, hrsg. von Renate Albrecht, Bd. IX, Stuttgart 1975, S. 61.) 
Diese Repräsentation bringt eine doppelte Aufgabe mit sich. Die Kirche nimmt an zwei Prozessen teil:
1. Bewegung der Zeit auf das Ziel der Geschichte hin
2. innergeschichtlicher Kampf des Reiches Gottes gegen die Kräfte der Dämonisierung und Profanisierung

In anderen Worten ist es also die Aufgabe der Kirche, Zeugnis vom Reich Gottes abzulegen und auf sein Kommen vorzubereiten. Der Grund, warum die Kirchen Werkzeuge des Reiches Gottes sein können, liegt darin, dass sie im Neuen Sein gegründet sind, in dem die Mächte der Entfremdung überwunden sind. Voraussetzung für die Repräsentanz durch die manifeste Kirche ist die vorbereitende Arbeit der latenten Kirche.
Das Reich Gottes ist mehr als ein soziales Symbol: Es umfasst die gesamte Wirklichkeit. Die sakramentale Heiligung von Elementen veranschaulicht die Gegenwart des Unbedingt-Wirklichen in allen Dingen. Dieser Aspekt kommt in den „Kirchen des 'Wortes'“ etwas zu kurz.
Das Problem ist, dass die Kirchen selbst der Dämonisierung und Profanisierung unterworfen sind, gegen die sie kämpfen. In paradoxer Einheit sind sie profan und heilig, dämonisch und göttlich.

#### Das Reich Gottes und die Geschichte der Kirchen
Tillich definiert die Geschichte der Kirchen wie folgt:
„Die Geschichte der Kirchen ist die Geschichte, in der sich die eine Kirche in Raum und Zeit aktualisiert.“ (Band 3, Teil 5 II. B 2)
Die Geschichte der Kirchen ist an keinem Punkt identisch mit dem Reich Gottes, aber auch nie ohne Manifestationen des Reiches Gottes. Es gibt verschiedene Fragen, die den paradoxen Charakter der Kirche offenbaren:
- Warum sind die Kirchen – entgegen ihrem universalen Anspruch – kulturell geprägte und begrenzte Phänomene?
- Warum haben sich auf dem Boden der Kirchen säkulare Tendenzen entwickelt, die sich erfolgreich gegen die Kirchen wenden?
- Warum gibt es Spaltungen innerhalb der Kirchen?

Auffällig ist, dass die Kirchen verschiedenen Profanisierungstendenzen unterliegen: Die katholische Kirche hat das Problem der Profanisierung in Form der Ritualisierung, der Protestantismus in Form der Säkularisierung, also Verweltlichung der Kirche (Laien werden Priester, Sakramente bloße Worte).
Der Sinn der Geschichte der Kirchen liegt offensichtlich nicht darin, dass sie eine „heilige Geschichte“ ist, denn nicht alles in ihrer Geschichte ist heilig, und es gibt auch heilige Geschichten außerhalb der Kirche. Das einzigartige an der Geschichte der Kirchen ist, dass sie ein Kriterium haben – das Neue Sein in Christus. Dadurch sind sie nicht besser als andere religiöse Gruppen, aber damit haben sie ein Kriterium gegen sich selbst und implizit auch gegen andere.

#### Das Reich Gottes als das Ziel der Geschichte

Tillich zu Schöpfung und Eschatologie

Hier beschäftigt sich Tillich mit dem, was klassisch als „Eschatologie“ bezeichnet wird und er selbst als „Ende der Geschichte“ benennt. Die Themen Schöpfung und das Ende der Geschichte werden in zeitlichen Metapher dargestellt, auch wenn sie keine zeitlichen Ereignisse seien. Die Metapher vom Übergang des Ewigen zum Zeitlichen werde im Modus der Vergangenheit ausgesagt, die vom Übergang des Zeitlichen zum Ewigen im Modus der Zukunft. Die Schöpfung handle von der Abhängigkeit geschöpflicher Existenz, die Eschatologie von ihrer Erfüllung. Der Schlüsselpunkt der eschatologischen Betrachtung liegt im Zusammentreffen der zeitlichen Modi:
„Vergangenheit und Zukunft treffen in der Gegenwart zusammen, und beide sind in dem 'Ewigen Jetzt' gegenwärtig.“ (Band 3, Teil 5 III. A 1)
Was ist das Ewige Leben? Auf diese Frage gebe es drei Antworten:
1. Es sei ein unerreichbares Mysterium. Hierbei wird eine Antwort verweigert.
2. Populäre Vorstellungen und Supranaturalismus denken an ein idealisiertes Abbild des Lebens ohne die negativen Züge und ohne unmittelbare Beziehung zur Geschichte. Die Gefahr liege hier in der Konsequenz, dass Kirchen zu Heilanstalten verkommen, die die jenseitige Erlösung Einzelner zum Thema haben, nicht aber die soziale und universale Verwirklichung des Neuen Seins in der Gegenwart.
3. Eine dynamisch-schöpferische Interpretation des Reiches Gottes gehe vom immer gegenwärtigen Ende und Ziel der Geschichte aus. Bei der Erhebung der Geschichte in die Ewigkeit manifestiere sich das Positive als unzweideutig positiv und das Negative als unzweideutig negativ.

Diese dritte Antwort prägt auch Tillichs Interpretation des Symbols vom Jüngsten Gericht, bei dem es um ein Trennen vom Guten und Bösen, vom Wahren und Falschen usw. gehe. Beispiele für das Negative, das überwunden werden solle, seien Krankheit, Tod, Lüge, Zerstörung und Mord.
„hier und jetzt, in dem dauernden Übergang vom Zeitlichen zum Ewigen wird das Negative vernichtet mit seinem Anspruch, ein Positives zu sein, einem Anspruch, den es geltend macht, indem es sich des Positiven bedient.“ (Band 3, Teil 5 III. A 3)

### Weiteres
- Tillich zum Zorn Gottes

## Bedeutung
Helmut Thielicke hat Tillich als „Wanderer zwischen den Welten“ bezeichnet, Horst Bürkle als „Vermittlungstheologen“; Friedrich Mildenberger sprach vom „Denker auf der Grenze“. Ihm ist es mit seiner Methode der Korrelation von Frage und Antwort, Situation und Botschaft wie kaum jemand anderem gelungen, die existentiellen Fragen seiner Zeit aufzugreifen und sie als religiöse Fragen zu formulieren, sowie aufzuzeigen, dass die Symbole der christlichen Botschaft attraktive und nach wie vor aktuelle Antworten auf diese Fragen sind.
Sein Denken prägte die Frühphase der später so genannten „Kritischen Theorie der Gesellschaft“ der Frankfurter Schule um Horkheimer und Adorno maßgeblich mit. Das Denken Tillichs wurde über Europa hinaus von Bedeutung. So sind der anglikanische Bischof John Shelby Spong und der japanische Religionsphilosoph Takamaro Shigaraki wesentlich von Tillich beeinflusst.
Besondere Bedeutung für die Theologie, die Religionspädagogik und die Auseinandersetzung des Christentums mit anderen Religionen hat seine Bestimmung des Verhältnisses von Glaube und Mythos. „Mythen sind Symbole, die zu Geschichten verbunden sind, in denen Begegnungen zwischen Göttern und Menschen erzählt werden. Die Mythen sind in jedem Akt des Glaubens gegenwärtig, denn die Sprache des Glaubens ist das Symbol.“ Als entscheidendes Kriterium für einen kritischen Umgang mit dem Mythos führt Tillich den Begriff des gebrochenen Mythos ein. Er definiert ihn folgendermaßen:
„Ein Mythos, der als Mythos verstanden, aber nicht beseitigt wird, kann gebrochener Mythos genannt werden.“ – „Ein Glaube, der seine Symbole wörtlich versteht, wird zum Götzenglauben. Er nennt etwas unbedingt, was weniger ist als unbedingt. Der Glaube aber, der um den symbolischen Charakter seiner Symbole weiß, gibt Gott die Ehre, die ihm gebührt.“ – „Das Christentum schließt seinem eigentlichen Wesen nach jeden ungebrochenen Mythos aus, denn seine Grundlage ist der Inhalt des ersten und höchsten Gebotes, die Unbedingtheit des Unbedingten anzuerkennen und jede Art von Götzendienst abzulehnen.“ (P. Tillich, Wesen und Wandel des Glaubens, 1961) Das bedeutet aber für Tillich durchaus nicht, dass das Christentum in seiner Geschichte diesem Wesen immer treu geblieben ist und dass andere Religionen diesem Kriterium nicht oft besser entsprochen haben.
Tillich beschäftigte sich auch mit der Projektionstheorie Marx’ und Freuds, so z. B. in einer Besprechung des Buches von Erich Fromm über Psychoanalyse und Religion.

## Ehrungen
Seit 1940 besaß Paul Tillich die amerikanische Staatsbürgerschaft. Mit seiner Lehrtätigkeit, seinen Vorträgen und seinem interdisziplinären Gespräch erreichte er schließlich nicht nur Theologen, sondern unter den amerikanischen Intellektuellen vor allem auch Psychiater, Psychologen und Künstler. 1950 wurde er in die American Academy of Arts and Sciences gewählt. 1963, anlässlich des 40-jährigen Bestehens des amerikanischen Nachrichtenmagazins Time, hielt er im Hotel Waldorf Astoria New York den Festvortrag. In Deutschland erhielt er 1956 die Goetheplakette der Stadt Frankfurt am Main und 1958 den Hansischen Goethe-Preis. 1961 das Große Verdienstkreuz mit Stern und die Goethe-Plakette des Landes Hessen.
1962 wurde er in der Frankfurter Paulskirche mit dem Friedenspreis des Deutschen Buchhandels ausgezeichnet; die Laudatio hielt Otto Dibelius.
Die Deutsche Paul-Tillich-Gesellschaft e. V. veranstaltet unter anderem Jahrestagungen zu Tillichs Wirken.

## Werke
Neben der umfangreichen Primärliteratur, die dank der Deutschen Paul-Tillich-Gesellschaft und der Herausgeberin Renate Albrecht in deutscher Sprache erschienen ist, gibt es auch zahlreiche Tonbänder, Kassetten und CDs mit Tillichs Vorlesungen, Vorträgen und Interviews. Die Tillich-Archive und -Sammlungen befinden sich in der Universitätsbibliothek Marburg, in der Andover-Harvard Theological Library und im Union Theological Seminary in Virginia.

### Einzelausgaben (Auswahl)
- Das System der Wissenschaften nach Gegenständen und Methoden – Ein Entwurf, Vandenhoeck & Ruprecht, Göttingen 1923[19]

- Die Sozialistische Entscheidung, Alfred Protte, Potsdam 1933
  - Neuauflage mit einer Vorbemerkung von Klaus Heinrich: Medusa, Berlin 1980
- Religiöse Reden, in drei Folgen: „In der Tiefe ist Wahrheit“, „Das Neue Sein“, „Das Ewige im Jetzt“; Evangelisches Verlagswerk, Stuttgart 1952–1964
  - Neuauflage in einem Band: de Gruyter, Berlin 1987, ISBN 3-11-011486-0.
- Die Judenfrage. Ein christliches und ein deutsches Problem. Vier Vorträge. Schriftenreihe Deutsche Hochschule für Politik o. Nr., Weiß-Verlag, Berlin 1953 (48 Seiten)
- Der Mut zum Sein, Steingrüben, Stuttgart 1953
  - Neuauflage: de Gruyter, Berlin 1991, ISBN 3-11-013382-2.
- Systematische Theologie, 3 Bände, Evangelisches Verlagswerk, Stuttgart 1955/58/66
- Systematische Theologie I–II, hrsg. v. Christian Danz, de Gruyter, Berlin / Boston 9. Aufl. 2017, ISBN 978-3-11-046011-7 (gewichtig die Einleitung des Herausgebers zur Textgeschichte der deutschen Übersetzung, S. XV–LXV)
- Systematische Theologie III, hrsg. v. Christian Danz, de Gruyter, Berlin / Boston 5. Aufl. 2017, ISBN 978-3-11-053689-8.
- Wesen und Wandel des Glaubens. Ullstein, Berlin 1961
- Auf der Grenze. Aus dem Lebenswerk Paul Tillichs, Evangelisches Verlagswerk, Stuttgart 1962
- Gestaltung der Erlösungsidee im Judentum und im Protestantismus. Ergänzungs-Band zum Eranos-Jahrbuch 1936 (mit Heinz Westman), Eranos-Stiftung, Ascona 1986, ISBN 3-85630-032-5.
- Liebe – Macht – Gerechtigkeit, de Gruyter, Berlin 1991, ISBN 3-11-013383-0.
- Kunst und Gesellschaft. Drei Vorlesungen (1952), hrsg. v. Werner Schüßler, LIT, Münster 2004, ISBN 3-8258-5262-8.

### Werkausgaben

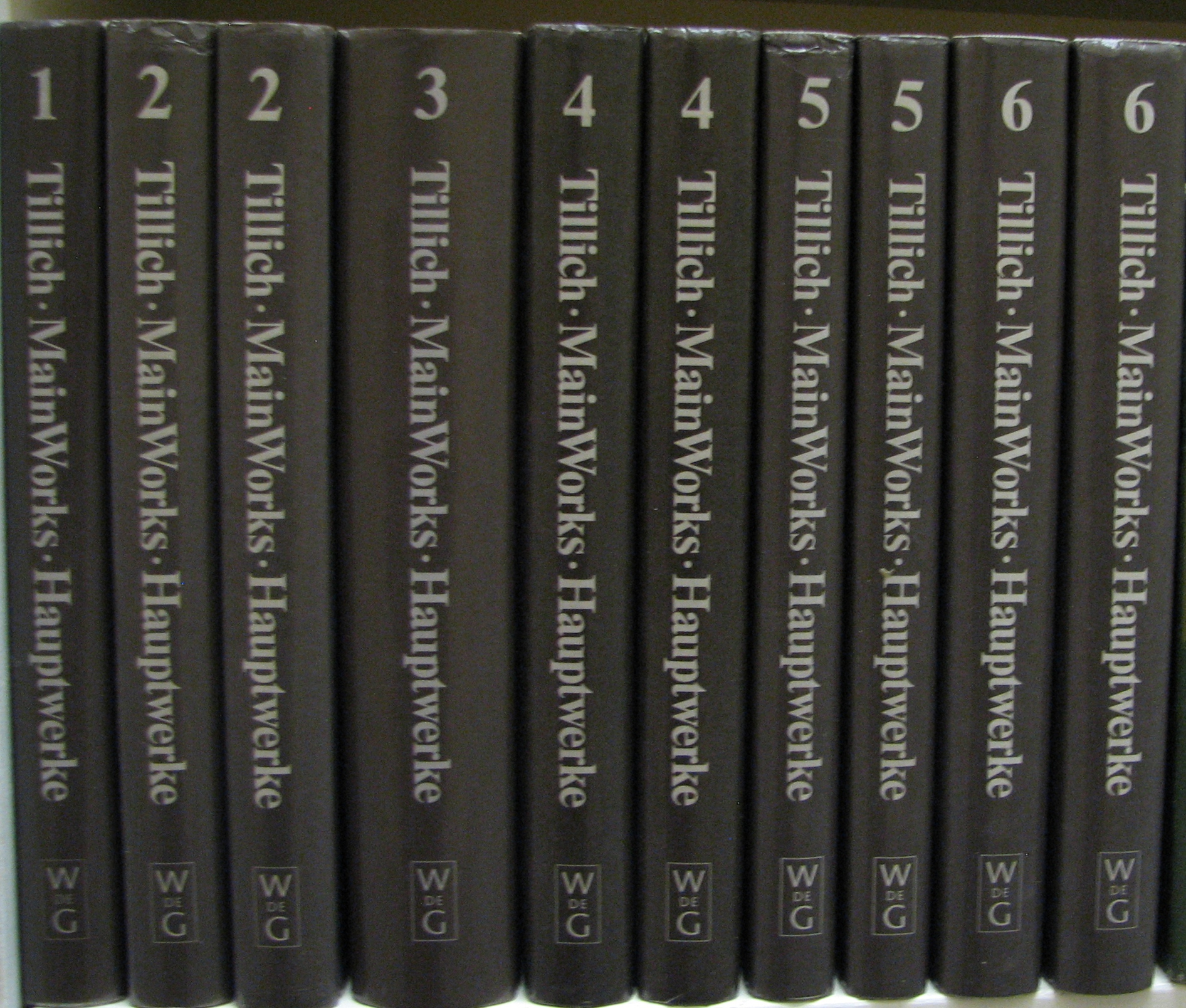
Paul Tillich: Main Works – Hauptwerke.

- Gesammelte Werke, 14 Bände + 6 Ergänzungs- und Nachlassbände, Hg. Renate Albrecht, Evangelisches Verlagswerk, Stuttgart 1958–1983 (neu aufgelegt beim Verlag Walter de Gruyter, Berlin)
  - Band 15: Vorlesungen über Geschichtsphilosophie und Sozialpädagogik (Frankfurt 1929/30). Hrsg. Erdmann Sturm, de Gruyter, Berlin 2007, ISBN 978-3-11-019662-7
- Main Works – Hauptwerke, Hrsg. Carl-Heinz Ratschow, de Gruyter 1988ff
  - Band 1: Philosophical Writings / Philosophische Schriften
  - Band 2: Writings in the Philosophy of Culture / Kulturphilosophische Schriften
  - Band 3: Writings in Social Philosophy and Ethics / Sozialphilosophische und ethische Schriften
  - Band 4: Writings in the Philosophy of Religion / Religionsphilosophische Schriften
  - Band 5: Writings on Religion / Religiöse Schriften
  - Band 6: Theological Writings / Theologische Schriften

### Gesamtdarstellungen
- Renate Albrecht, Werner Schüßler (Hrsg.): Paul Tillich, sein Werk. Patmos, Düsseldorf 1986, ISBN 3-491-77669-4.
- Hermann Fischer (Hrsg.): Paul Tillich. Studien zu einer Theologie der Moderne. Athenäum, Frankfurt 1989, ISBN 3-610-08520-7.
- Friedrich Wilhelm Kantzenbach: Programme der Theologie. Denker, Schulen, Wirkungen. Von Schleiermacher bis Moltmann. 3. verb. Auflage. Claudius, München 1984, ISBN 3-532-71318-7, S. 255–270.
- David H. Kelsey: Paul Tillich. In: David F. Ford (Hrsg.): Theologen der Gegenwart. Eine Einführung in die christliche Theologie des zwanzigsten Jahrhunderts. Schöningh, Paderborn 1993, ISBN 3-506-72598-X, S. 127–142.
- Carl Heinz Ratschow: Paul Tillich. In: Martin Greschat (Hrsg.): Theologen des Protestantismus im 19. und 20. Jahrhundert (= Urban-Taschenbücher, 285). Band 2. Kohlhammer, Stuttgart 1978, ISBN 3-17-004905-4, S. 303–330.
- Horst Georg Pöhlmann: Gottesdenker. Prägende evangelische und katholische Theologen der Gegenwart. Zwölf Porträts. Rowohlt, Reinbek 1984, ISBN 3-498-05247-0.
- Werner Schüßler: Paul Tillich (= Beck’sche Reihe: Denker, 540). C. H. Beck, München 1997, ISBN 3-406-38939-2.
- Werner Schüßler, Erdmann Sturm: Paul Tillich. Leben, Werk, Wirkung. Wissenschaftliche Buchgesellschaft WBG, Darmstadt 2007, ISBN 978-3-534-16509-4.
- Wolfgang Trillhaas: Die Grenze und das Ganze. Zum Gedenken an Paul Tillich. Theologische Literaturzeitung, 91, 1966, S. 61–568
- Gerhard Wehr: Paul Tillich zur Einführung. (Reihe: Zur Einführung), 165. Junius, Hamburg 1998, ISBN 3-88506-965-2.

### Einzeldarstellungen
- Britta Baumert: Die Kehrseite der Anschlussfähigkeit. Zur Prä- und Postexistenz des Logos in Auseinandersetzung mit der Christologie von Paul Tillich (= Tillich-Studien, Bd. 24). Lit, Münster 2014, ISBN 978-3-643-12485-2.
- Katja Bruns: Anthropologie zwischen Theologie und Naturwissenschaft bei Paul Tillich und Kurt Goldstein. Historische Grundlagen und systematische Perspektiven (= Kontexte. Neue Beiträge zur historischen und systematischen Theologie, 41). Edition Ruprecht, Göttingen 2011, ISBN 978-3-7675-7143-3
- Alf Christophersen, Claudia Schulze: Hannah Arendt – Paul Tillich Briefwechsel. Edition, Source Document. In: Zeitschrift für Neuere Theologiegeschichte. Bd. 9, 2002, ISSN 0943-7592, S. 13–156.
- Christian Danz: Religion als Freiheitsbewusstsein. Eine Studie zur Theologie als Theorie der Konstitutionsbedingungen individueller Subjektivität bei Paul Tillich (=Theologische Bibliothek Töpelmann, 110). de Gruyter, Berlin u. a. 2000, ISBN 3-11-016943-6 (Zugleich: Jena, Universität, Habilitations-Schrift, 1999: Religion als Selbstbewußtsein endlicher Freiheit.).
- Christian Danz, Werner Schüßler (Hrsg.): Paul Tillichs Theologie der Kultur. Aspekte – Probleme – Perspektiven (= Tillich Research. Bd. 1). de Gruyter, Berlin 2011, ISBN 978-3-11-026236-0.
- Christian Danz, Werner Schüßler (Hrsg.): Paul Tillich im Exil (= Tillich Research Bd. 12), de Gruyter, Berlin / Boston 2017, ISBN 978-3-11-050064-6
- Christian Danz (Hrsg.): Paul Tillichs „Systematische Theologie“. Ein werk- und problemgeschichtlicher Kommentar, de Gruyter, Berlin Boston 2017, ISBN 978-3-11-045223-5.
- Detlef Dieckmann (Hrsg.): Tillich-Lexikon. Zu den Grundbegriffen der Systematischen Theologie Paul Tillichs, Pullach 22014.
- Petr Gallus: Der Mensch zwischen Himmel und Erde. Der Glaubensbegriff bei Paul Tillich und Karl Barth. Evangelische Verlags-Anstalt, Leipzig 2007, ISBN 978-3-374-02520-6 (Zugleich: Prag, Universität, Dissertation, 2005).
- Hans-Joachim Gerhards: Utopie als innergeschichtlicher Aspekt der Eschatologie. Die konkrete Utopie Ernst Blochs unter dem eschatologischen Vorbehalt der Theologie Paul Tillichs. Gütersloher Verlagshaus Mohn 1973.
- Klaus Kreppel: Kairos und Sozialismus. Fragen an die Geschichtstheologie Paul Tillichs. In: Richard Faber (Hrsg.): Sozialismus in Geschichte und Gegenwart. Königshausen & Neumann, Würzburg 1994, ISBN 3-88479-731-X, S. 199–214.
- Klaus Kreppel: Erwartung ist das Symbol des Sozialismus. Reflexionen über Paul Tillichs „Die sozialistische Entscheidung“. In: Richard Faber, Eveline Goodman-Thau, Thomas Macho (Hrsg.): Abendländische Eschatologie. Ad Jacob Taubes. Königshausen & Neumann, Würzburg 2001, ISBN 3-8260-2123-1, S. 355–364.
- Matthias von Kriegstein: Paul Tillichs Methode der Korrelation und Symbolbegriff (= Studia Irenica. Bd. 17). Gerstenberg, Hildesheim 1975, ISBN 3-8067-0217-9 (Zugleich: Hamburg, Universität, Dissertation, 1972: Methode der Korrelation und Symbolbegriff Paul Tillichs – ihre Bedeutung und Problematik für die notwendige Erarbeitung handlungsorientierenden theologischen Wissens.).
- Johannes Kubik: Paul Tillich und die Religionspädagogik. Religion, Korrelation, Symbol und Protestantisches Prinzip. V&R unipress, Göttingen 2011, ISBN 978-3-89971-901-7.
- Reinhold Mokrosch: Theologische Freiheitsphilosophie. Metaphysik, Freiheit und Ethik in der philosophischen Entwicklung Schellings und in den Anfängen Tillichs. (= Studien zur Philosophie und Literatur des neunzehnten Jahrhunderts. Bd. 29). Klostermann, Frankfurt 1976, ISBN 3-465-01141-4 (Zugleich: Tübingen, Universität, Dissertation, 1975: Schelling und Tillich, zum Verhältnis von Metaphysik, Freiheit und Ethik in der philosophischen Entwicklung Schellings und in den Anfängen P. Tillichs.).
- Roland Mugerauer: Versöhnung als Überwindung der Entfremdung. Die Konzeption der Entfremdung und ihrer Überwindung bei Paul Tillich in der Auseinandersetzung mit anderen Konzeptionen. Tectum, Marburg 1996, ISBN 3-89608-931-5.
- Roland Mugerauer: Symboltheorie und Religionskritik. Paul Tillich und die symbolische Rede von Gott aus theologischer, religionsphilosophischer und psychoanalytischer Perspektive, konkretisiert am Symbol „Vater“ für Gott. Tectum, Marburg 2003, ISBN 3-8288-8506-3.
- Georg Neugebauer: Tillichs frühe Christologie. Eine Untersuchung zu Offenbarung und Geschichte bei Tillich vor dem Hintergrund seiner Schellingrezeption (= Theologische Bibliothek Töpelmann. Bd. 141). de Gruyter, Berlin u. a. 2007, ISBN 978-3-11-019446-3 (Zugleich: Halle-Wittenberg, Universität, Dissertation, 2006).
- Ilona Nord, Yorick Spiegel (Hrsg.): Spurensuche. Lebens- und Denkwege Paul Tillichs (= Tillich-Studien. Bd. 5). Lit, Münster u. a. 2001, ISBN 3-8258-5043-9.
- Ulrich Reetz: Das Sakramentale in der Theologie Paul Tillichs (= Calwer theologische Monographien. Reihe B: Systematische Theologie und Kirchengeschichte. Bd. 2). Calwer, Stuttgart 1974, ISBN 3-7668-0453-7.
- Rüdiger Reitz: Paul Tillich und New Harmony. Evangelisches Verlagswerk, Stuttgart 1970, ISBN 3-7715-0108-3
- Hans Joachim Schliep: Gläubiger Realismus. Das Ethische bei Paul Tillich. In: Lutherische Monatshefte, 25. Jahrgang (1986), S. 414–418, ISSN 0024-7618
- Werner Schüßler: Der philosophische Gottesgedanke im Frühwerk Paul Tillichs (1910–1933). Darstellung und Interpretation seiner Gedanken und Quellen (= Epistemata. Reihe: Philosophie. Bd. 22). Königshausen und Neumann, Würzburg 1986, ISBN 3-88479-199-0 (Zugleich: Trier, Universität, Dissertation, 1983).
- Werner Schüßler: Jenseits von Religion und Nicht-Religion. Der Religionsbegriff im Werk Paul Tillichs (= Athenäums Monografien. Theologie. Bd. 4). Athenäum, Frankfurt 1989, ISBN 3-610-09122-3 (Zugleich: Québec, Université Laval, Dissertation, 1988).
- Werner Schüßler: Tillich, Paul. In: Biographisch-Bibliographisches Kirchenlexikon (BBKL). Band 12, Bautz, Herzberg 1997, ISBN 3-88309-068-9, Sp. 85–123 (Artikel/Artikelanfang im Internet-Archive am 2007-06-13).
- Martin Seils: Zur Problematik des Verhältnisses von Sein und Wort in der Theologie Tillichs. In: Theologische Literaturzeitung, Heft 85, Leipzig 1960, Sp. 167–170.
- Dirk Chr. Siedler: Paul Tillichs Beiträge zu einer Theologie der Religionen. Eine Untersuchung seines religionsphilosophischen, religionswissenschaftlichen und theologischen Beitrages (= Theologie. Bd. 21). Lit, Münster 1999, ISBN 3-88425-074-4 (Zugleich Dissertation: Duisburg 1998).
- Matthias Wolbold: Reden über Deutschland. Die Rundfunkreden Thomas Manns, Paul Tillichs und Sir Robert Vansittarts aus dem Zweiten Weltkrieg. Lit, Münster 2005, ISBN 3-8258-9024-4.
- Joseph Kitsuo Kitagawa: Paul Tillich – Mircea Eliade. In: Hans Peter Dürr (Hrsg.): Die Mitte der Welt. Aufsätze zu Mircea Eliade. Suhrkamp, Frankfurt a. M., 1984 (Suhrkamp Taschenbuch; 981), ISBN 978-3-518-37481-8.

### Zur Biographie
- Renate Albrecht, Werner Schüßler (Hrsg.): Paul Tillich. Sein Leben. Peter Lang, Frankfurt 1993, ISBN 3-631-46487-8.
- Alf Christophersen: Tillich, Paul Johannes Oskar. In: Neue Deutsche Biographie (NDB). Band 26, Duncker & Humblot, Berlin 2016, ISBN 978-3-428-11207-4, S. 281–283 (Digitalisat).
- Friedrich Wilhelm Graf: Februar 1932, Party bei den Tillichs. Reale Dialektik in Frankfurt. In: Zeitschrift für Ideengeschichte Heft IX/4 Winter 2015, S. 111–120.[20]
- Gerhard Schreiber, Heiko Schulz (Hrsg.): Kritische Theologie: Paul Tillich in Frankfurt (1929–1933), Walter de Gruyter, Berlin und Boston 2015 (= Tillich-Research. Bd. 8), ISBN 978-3-11-044126-0
- Erdmann Sturm: „Die Zugehörigkeit Paul Tillichs zum Judentum als feststehende Tatsache …“ Über Paul Tillichs „Geist des Judentums“ und eine antisemitische Polemik (1933–1935). In: Folker Siegert (Hrsg.): Grenzgänge. Menschen und Schicksale zwischen jüdischer, christlicher und deutscher Identität. Festschrift für Diethard Aschoff (= Münsteraner Judaistische Studien. Bd. 11). Lit-Verlag: Münster u. a. 2002, ISBN 3-8258-5856-1, S. 255–269 (Brief von Fritz Otto Hermann Schulz an Joh. Oskar Tillich aus dem Jahr 1935: Schulz könne beweisen, dass Tillich Jude sei).
- Hannah Tillich: Ich allein bin. Mein Leben. Gütersloher Verlagshaus Mohn, Gütersloh 1993, ISBN 3-579-02197-4 (engl. From Time to Time, 1973).
- Gerhard Wehr: Paul Tillich. In Selbstzeugnissen und Bilddokumenten dargestellt (= Rowohlts Monographien. Bd. 274, ISSN 0485-5256). Rowohlt, Reinbek 1979.
- Matthias Westerweg: Paul Tillich in Marburg. In: Wolf-Friedrich Schäufele (Hrsg.): 500 Jahre Theologie in Marburg. Beiträge zur Geschichte der Evangelisch-Theologischen Fakultät. Waxmann, Münster 2024 (Academia Marburgensis. Beiträge zur Geschichte der Philipps-Universität Marburg; 20), ISBN 978-3-8309-4922-0, S. 121–139.